# 哈卜氏腔吻鱈
哈卜氏腔吻鱈（学名：Coelorinchus hubbsi），又名哈氏腔吻鱈、鱈魚，为輻鰭魚綱鱈形目鼠尾鱈科腔吻鱈屬下的一个种，為深海底棲性魚類，分布於西北太平洋日本南部及台灣海域，體長可達23公分，棲息在底中層水域，生活習性不明。